# Аренберг, Эрнест-Александр-Доминик де Крой-Шиме
Эрнест-Александр-Доминик де Крой-Шиме д'Аренберг (фр. Ernest-Alexandre-Dominique de Croy-Chimay d'Arenberg; 26 декабря 1643 — 3 июня 1686, Памплона), князь де Шиме и Священной Римской империи, гранд Испании, граф де Бомон — военный и государственный деятель Испанской империи.

## Биография
Сын Филиппа д'Аренберга, князя де Шиме, и Теодоры-Максимильены де Гавр.
Последний представитель линии князей де Шиме дома Аренбергов.
В 1667 году стал полковником немецкого пехотного полка.
Был в отпуске при испанском дворе, когда умер его отец. В 1675 году пожалован Карлом II в рыцари ордена Золотого руна и возвел в достоинство гранда Испании (индивидуальное пожалование).
21 июля того же года назначен губернатором герцогства Люксембург и графства Шини, на место своего отца. Вступил в должность в 1676 или 1677 году. Руководил обороной Люксембурга в 1684 году, во время франко-испанской войны, и был вынужден капитулировать после месяца сопротивления и жестоких бомбардировок.
В награду за мужественное сопротивление 20 апреля 1685 назначен вице-королем Наварры; 5 февраля 1686 сменен в должности Александром де Бурнонвилем. Правительство Сардинии еще в конце 1685 года просило назначить де Кроя вице-королем острова, но тот умер в Памплоне через несколько месяцев после отставки.

## Семья
Жена (18.10.1675, Мадрид): Мария Антония де Карденас Ульоа Бальда Суньига-и-Веласко (ум. 28.08.1691), дочь Диего де Карденаса, менина королевы Испании
Брак бездетный. Все владения ветви де Шиме перешли к Филиппу-Луи де Энен-Льетару, графу де Буссю, двоюродному брату Эрнеста-Александра-Доминика.